# 曾玉康
曾玉康（1950年12月—），男，汉族，四川隆昌人，中华人民共和国政治人物，曾任黑龙江省政协副主席，第十届全国人大代表。